# Geldbriefträger

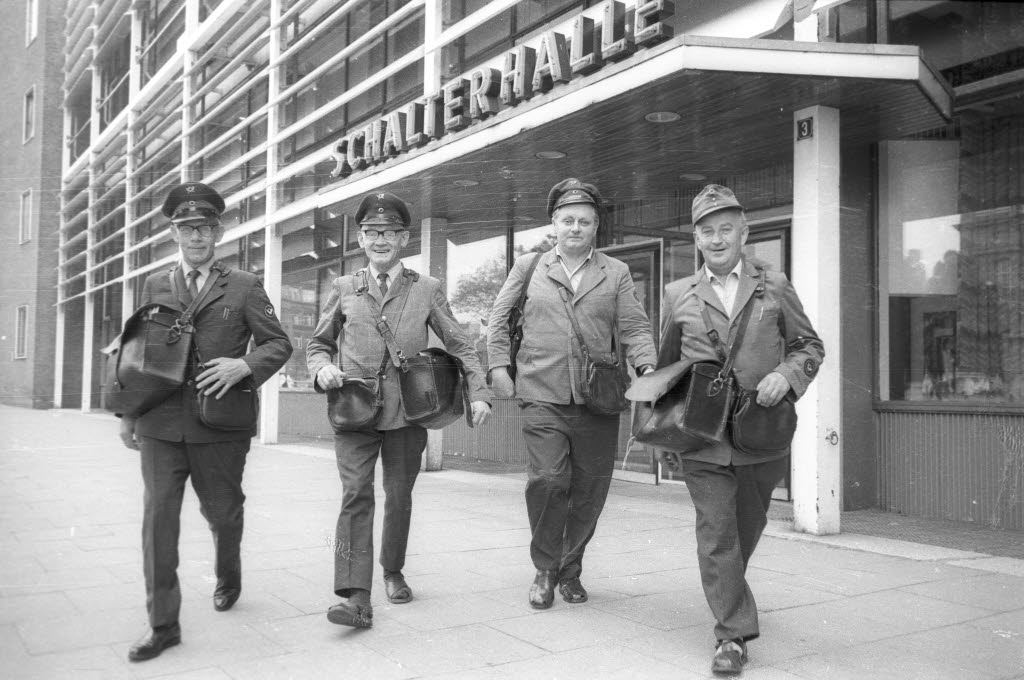
Geldbriefträger vor der Kieler Hauptpost (1970)

Geldbriefträger, offiziell Geldboten in der Deutschen Bundespost, waren männliche Bundespostbeamte, die speziell für die Rentenauszahlung und Postanweisungen in größeren Städten eingesetzt wurden zur Auszahlung von Geldbeträgen. Im Zuge der Ausweitung des bargeldlosen Zahlungsverkehres verlor die Bargeldauslieferung zunehmend an Bedeutung und die letzten Geldbriefträger wurden 1995 in den Innendienst versetzt.

## Geschichte
1868 gab es in mehreren Orten bereits eine Zustellung bis 50 Talern zusammen mit dem Ablieferungsschein. Die Geldzustellung wurde 1872 einheitlich geregelt. Es konnten nun im Ortszustellbereich bis zu 500 Talern abgetragen werden, wenn nicht beim Postamt eine Abholungserklärung vorlag. Gleichzeitig galt die Zustellung auch für Postanweisungen. Ab 1874 konnte das Postamt die Summe herabsetzen. Im Laufe der Jahre wurden die Höchstbeträge immer wieder erhöht, einen Höhepunkt gab es in der Zeit der Inflation. Ein Zustellgeld für Geldsendungen wurde mit dem 1. Oktober 1919 abgeschafft. Mit der Einrichtung des Postscheckdienstes im Jahre 1909 nahm der Umfang der direkten Geldzustellung stetig ab.
Die Arbeit der Geldbriefträger war mit Gefahren verbunden, da das mitgeführte Bargeld Räuber anlockte. Allein bis 1934 gab es mit Blick darauf nach den Akten des Reichspostministeriums 92 Delikte, davon 15 Raubmorde. Zwischen 1930 und 1933 hatten die Überfälle stark zugenommen. Die von den Briefträgern mitgeführten Pistolen erwiesen sich als „gänzlich ungeeignet“.
Geldboten der Deutschen Bundespost trugen bis zur endgültigen Übernahme der Postscheckämter (PSchA) im Jahr 1987 Pistolen zur Verteidigung des Wertbeutels (im Postdienst-Sprachgebrauch spricht man meist von Beuteln anstelle von Säcken), allerdings waren diese eher selten im Gebrauch. Die Postler wurden zusammen mit Polizeibeamten in von der Post gemieteten Schießständen mit den Pistolen vertraut gemacht und alle sechs Monate nachgeschult.
Später lösten Zahlungsanweisungen sowie Bankkarten zum Abheben am Schalter oder am Geldautomaten die Geldboten der Deutschen Bundespost mehr und mehr ab. Der Postnutzer erhält dabei (wie auch schon zu Zeiten des Geldboten) seine Auszahlung am Postschalter. Seit 1993 wurden keine Geldboten mehr mit Handfeuerwaffen ausgestattet, diese erhielten im allgemeinen Fall Mobiltelefone. Durch die Umwandlung der Deutschen Bundespost in die Deutsche Post AG im Januar 1995 wurden alle Geldboten aus dem Zustelldienst in den Schalterdienst versetzt. Im April 2002 wurde die Postanweisung als Dienstleistung der Deutschen Post AG abgeschafft.
Walter Spahrbier wurde durch seine Statistenrolle in den Fernsehsendungen Drei mal Neun und Der Große Preis zum bekanntesten Geldbriefträger in Deutschland.